# Kevin Downes
Kevin Downes (Visalia, 21 septembrie 1972) este un actor, scenaríst, producător și regizor de film american.